# Pseudoneaera wellmani
Pseudoneaera wellmani är en musselart som först beskrevs av Fleming 1948.  Pseudoneaera wellmani ingår i släktet Pseudoneaera och familjen Cuspidariidae. Inga underarter finns listade i Catalogue of Life.